# Jean-Jacques Pillot
Jean-Jacques Pillot, född 9 augusti 1808 i Vaux-Lavalette, död 13 juni 1877 i Melun, var en fransk socialistisk politiker. Tillsammans med bland andra Philippe Buonarroti, Théodore Dézamy, Richard Lahautière och Albert Laponneraye tillhörde han nybabouvismen. Pillot deltog i februarirevolutionen 1848 och i Pariskommunen 1871.